# Beladice
Beladice jsou obec na Slovensku ležící v okrese Zlaté Moravce v Nitranském kraji.

## Přírodní podmínky
Obec leží v severní části Žitavské pahorkatiny v dolině potoka Drevenica. Střed obce leží v nadmořské výšce 166 metrů, katastr obce mezi 165 a 240 m n. m. Reliéf má charakter pahorkatiny, z hornin převažují třetihorní jíly, spraše a štěrky.

## Historie
První písemná zmínka o obci pochází z roku 1156 jako Belad. Později se v písemných záznamech objevuje pod názvy Nagbelad (1429), Male Beladicze (1773), Beladice (1920), maďarsky Bélád. V roce 1268 patřila část obce hradu Tekov, část zemanům, později ve 13. století panství Jelenec. Dalšími majiteli byli Berehenyiovi, Majthényiovi, Jesenskovi a Szent-Iványiovi. Roku 1573 přepadli obec Turci. Obec si do dnešních časů zachovala zemědělský ráz. 

V roce 1976 došlo ke sloučení obcí Beladice, Malé Chrášťany, Veľké Chrášťany a Pustý Chotár do jedné obce, která si ponechala název Beladice.

## Pamětihodnosti
- barokní kaštěl z 18. století, později rozšířený a v roce 1874 neoklasicisticky přestavěný
- park v okolí kaštělu, v roce 1982 vyhlášený za chráněný areál, plocha 6,6 ha. Roste v něm asi 90 druhů dřevin.
- mauzoleum rodiny Szentiványiovců postavené r. 1874 v romanticko-neorenesančním stylu s plastikami od J. Fadrusza
- kaštěl Jesenských v místní části Pustý Chotár, dnes slouží jako hotel

## Osobnosti
- Martin Szentiványi (1633-1705) - filozof
- Ján Tužinský - spisovatel